# 287
| 287                |
| ------------------ |
| Dødsfald - Fødsler |
|                    |

| Gregoriansk kalender | 287 CCLXXXVII           |
| Ab urbe condita      | 1040                    |
| Armensk kalender     | I/T                     |
| Kinesiske kalender   | 2983 – 2984 丙午 – 丁未 |
| Etiopisk kalender    | 279 – 280               |
| Jødisk kalender      | 4047 – 4048             |
| Hindukalendere       |                         |
| - Vikram Samvat      | 342 – 343               |
| - Shaka Samvat       | 209 – 210               |
| - Kali Yuga          | 3388 – 3389             |
| Iransk kalender      | 335 BP – 334 BP         |
| Islamisk kalender    | 345 BH – 344 BH         |

Se også 287 (tal)